# Abernethy Round Tower

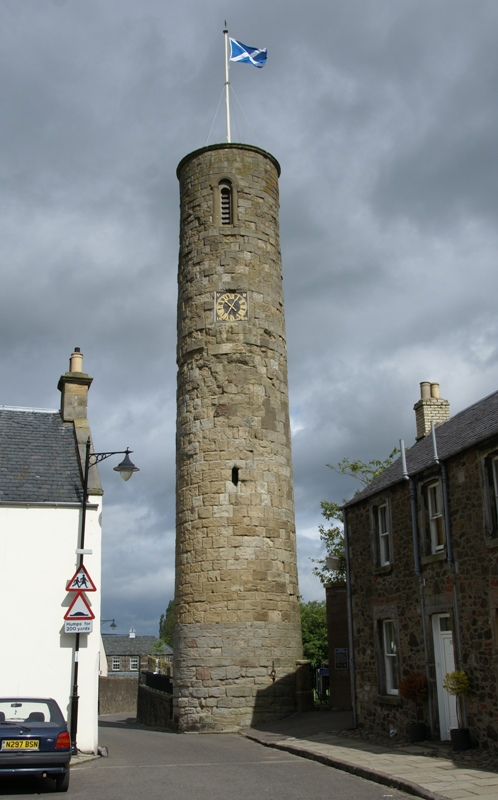
Abernethy Round Tower vanuit het zuiden.

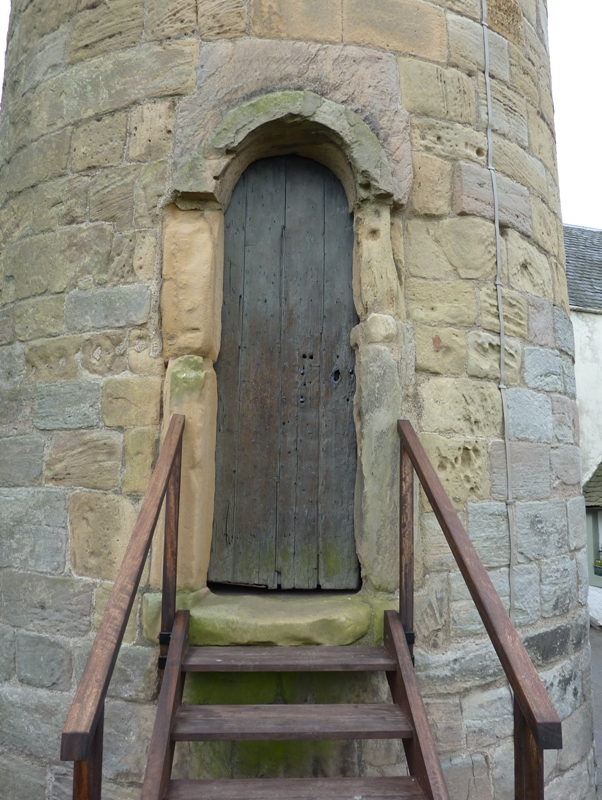
Verhoogde ingang aan noordwestelijke zijde.

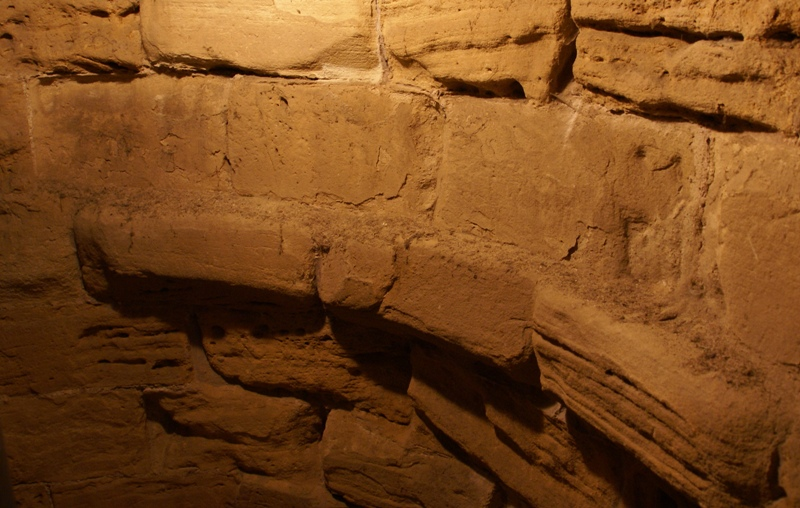
Stenen richel in de toren: hierop was een houten vloer bevestigd.

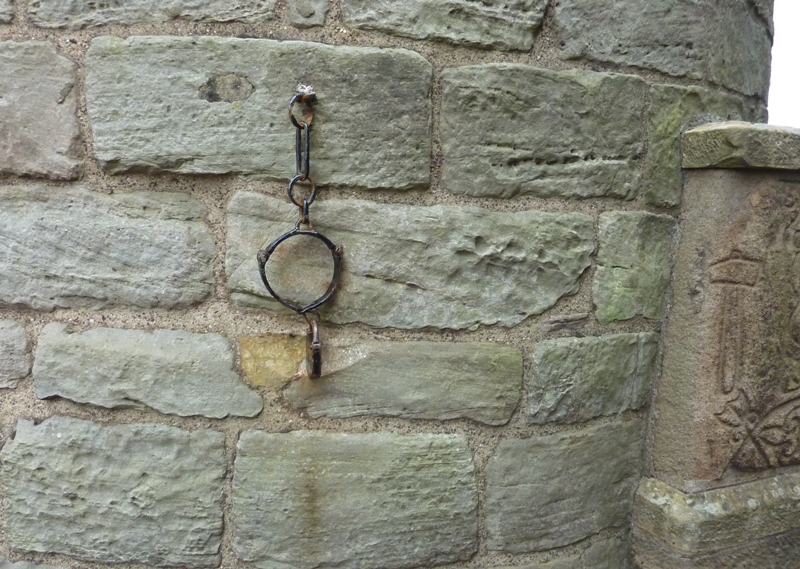
Schandpaal.

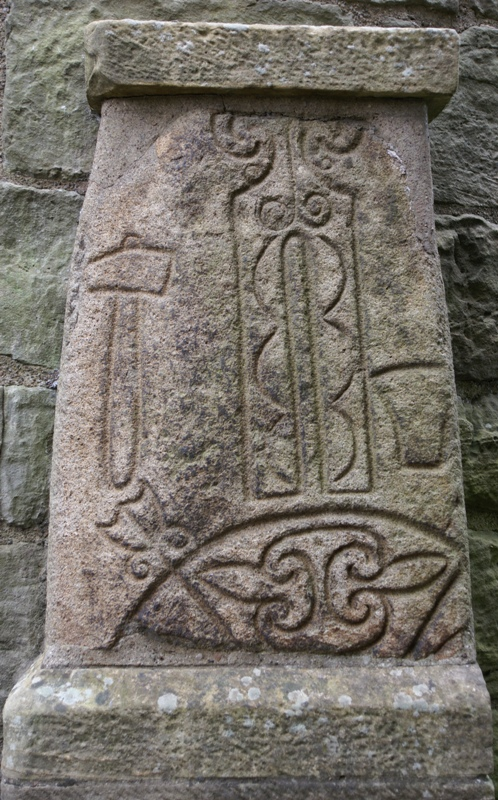
De Pictische steen Abernethy 1.

De Abernethy Round Tower is een van de twee, van oorsprong vrijstaande, Round Towers die Schotland rijk is. Deze toren in Ierse stijl stamt uit de elfde eeuw. De toren staat in Abernethy in de Schotse regio Perth and Kinross.

## Geschiedenis
In Abernethy vestigde zich, net als onder andere in Brechin en Dunkeld, de priesterorde Céli Dé, ook wel Culdees genoemd. De Abernethy Round Tower werd vermoedelijk door hen gebouwd aan het einde van de elfde eeuw.
In de elfde of twaalfde eeuw werd het bovenste deel van de toren gewijzigd en voorzien van vier ramen. Het conische dak, typisch voor een Ierse round tower, werd hierbij verwijderd.

## Bouw

### Ronde toren
De ronde toren bevindt zich in de zuidwestelijke hoek van de begraafplaats bij de kerk van St Bridget. Deze kerk, in haar huidige vorm gebouwd aan het begin van de 19e eeuw, staat aan de noordzijde van de begraafplaats en gebruikt de round tower als klokkentoren.
De toren is 27,6 meter hoog met een diameter van 4,57 meter aan de basis en 3,96 meter aan de top.
In de stenen toren bevinden zich op zes verschillende hoogtes stenen richels, waarop oorspronkelijk houten vloeren waren bevestigd. De onderste richel bevindt zich dicht bij het huidige vloerniveau.
De verhoogde ingang bevindt zich aan de noordwestelijke zijde. Aan de zuidzijde bevindt zich op ongeveer twee derde hoogte van het vloerniveau een klok uit 1868. Boven in de toren bevindt zich een raam aan de noord-, oost-, zuid- en westzijde met een afwijking van -22 graden.
In 1982 werd in de toren een metalen wenteltrap aangebracht.
Aan de voet van de toren bevindt zich, vermoedelijk sinds de middeleeuwen, een ijzeren ketting met halsband, die diende als schandpaal.
Het enige andere voorbeeld van een Ierse, vrijstaande Round Tower in Schotland is de Brechin Cathedral Round Tower. De toren van de St Magnus Church op Egilsay is ook een voorbeeld van een ronde toren in Ierse stijl; deze toren werd echter niet gebouwd als een vrijstaande toren, maar werd gebouwd als één geheel met de rest van de kerk.

### Pictische steen
Aan de voet van de ronde toren is een klasse I Pictische steen uit de zevende eeuw ingemetseld, bekend als Abernethy no. 1. Deze steen werd ontdekt rond 1827 in de fundamenten van een nabijgelegen huis. De steen toont een zogenaamde stemvork met links een hamer en rechts ervan een aambeeld, waaronder een maan met V-staaf is afgebeeld. De steen mist het bovenste deel. De steen wordt door sommigen geïnterpreteerd als een steen geplaatst om de stichting te herdenken van een kerk voor Sint Bridget. Rond 484 zou de pictische koning Nechtan zoon van Erip (overleden 506) land hebben gegeven aan Sint Bridget om een kerk te stichten.

## Vondsten
In 1821 werden bij archeologische opgravingen in de toren een menselijk skelet gevonden en fragmenten van een lichtgroene urn met een rij kervingen rondom de hals van de urn. Dieper in de grond werden tegels gevonden waaronder menselijke botten lagen; onder die botten waren zeven schedels van mannen.

## Beheer
De Abernethy Round Tower wordt beheerd door Historic Scotland. De toren kan beklommen worden.